# 改進型行動電話系統
改進型行動電話系統（Improved Mobile Telephone Service，IMTS），美國貝爾實驗室於1965年在MTS的基礎上所發展的汽車公用無線電話。同樣屬於0G的無線通訊技術，相較於MTS只具備半雙工，IMTS具有全雙工的通訊能力。